# Sărnica
Sărnica (búlgaro:Сърница) é uma cidade da Bulgária, localizada no distrito de Pazardzhik. A sua população era de 3,607 habitantes segundo o censo de 2010.

## População
| Sărnica | Sărnica | Sărnica | Sărnica | Sărnica | Sărnica | Sărnica | Sărnica | Sărnica | Sărnica | Sărnica | Sărnica | Sărnica | Sărnica | Sărnica | Sărnica | Sărnica | Sărnica | Sărnica | Sărnica |
| --- | ------- | ------- | ------- | ------- | ------- | ------- | ------- | ------- | ------- | ------- | ------- | ------- | ------- | ------- | ------- | ------- | ------- | ------- | ------- |
| Ano | 1887    | 1910    | 1934    | 1946    | 1956    | 1965    | 1975    | 1985    | 1992    | 2001    | 2002    | 2003    | 2004    | 2005    | 2006    | 2007    | 2008    | 2009    | 2010    |
| População |         |         |         | …       | …       | …       | …       | …       | 3,606   | 3,650   | 3,642   | 3,623   | 3,604   | 3,602   | 3,607   | 3,636   | 3,621   | 3,602   | 3,607   |
| Fontes: Instituto Nacional de Estatísticas, „citypopulation.de“, „pop-stat.mashke.org“, Bulgarian Academy of Sciences |         |         |         |         |         |         |         |         |         |         |         |         |         |         |         |         |         |         |         |